# Dingosa murata
Dingosa murata là một loài nhện trong họ Lycosidae.
Loài này thuộc chi Dingosa. Dingosa murata được Volker W. Framenau & Barbara C. Baehr miêu tả năm 2007.